# Karl Urban
Karl Urban, vero nome Karl-Heinz Urban (Wellington, 7 giugno 1972), è un attore neozelandese.
È conosciuto per aver interpretato Éomer nella trilogia cinematografica de Il Signore degli Anelli di Peter Jackson, per essere apparso nel ruolo di John "Reaper" Grimm in Doom, e per la sua interpretazione del dottor Leonard "Bones" McCoy nei film Star Trek, Into Darkness - Star Trek (entrambi diretti da J. J. Abrams) e Star Trek Beyond, diretto da Justin Lin. Inoltre ha interpretato Skurge l'Esecutore nel film Thor: Ragnarok (2017) e il personaggio di William "Billy" Butcher nella serie TV Prime Video The Boys.

## Biografia
Urban è nato a Wellington, in Nuova Zelanda, da padre tedesco e da madre neozelandese. Dopo aver frequentato le scuole superiori a Karl venne proposto di interpretare il paramedico Jamie Forrest nella serie Shortland Street. Dopo aver frequentato l'Università Victoria di Wellington per un anno decise di continuare la sua carriera di attore. In seguito si è trasferito ad Auckland dove gli vennero offerti diversi ruoli da ospite in vari show locali.
Alcuni dei suoi primi lavori includono ruoli nella soap opera Shortland Street, che ha impedito a Urban di studiare all'università, e un ruolo come ospite nella seconda stagione di Shark in the Park. Urban ha svolto diversi ruoli in produzioni teatrali e televisive in Nuova Zelanda e all'estero. Importanti serie a cui ha partecipato sono Xena - Principessa guerriera e Hercules nei quali ha interpretato Cupido e Giulio Cesare dal 1996 al 2001. È stato premiato per le sue interpretazioni nei film The Price of Milk e Out of the Blue.
Il successo di Urban è iniziato con il film del 2002 Nave fantasma. In seguito ha lavorato in diversi film di successo come la trilogia de Il Signore degli Anelli, The Bourne Supremacy e The Chronicles of Riddick. Ha ricevuto un bonus di 400.000 dollari per il suo lavoro nella trilogia di Peter Jackson. Prima di interpretare John "Reaper" Grimm, il protagonista del film Doom, Karl era tra i possibili candidati come successore di Pierce Brosnan al ruolo di James Bond, per il quale venne poi scelto Daniel Craig. Karl ha interpretato il ruolo del dottor Leonard McCoy, nel prequel-reboot Star Trek (2009). Nel 2010 partecipa al film And Soon the Darkness. Nel 2017, interpreta Skurge l'Esecutore nel film Thor: Ragnarok del Marvel Cinematic Universe. Dal 2019 è tra i personaggi fissi della serie The Boys, per Prime Video, nel quale interpreta il personaggio di Billy Butcher. Nel 2022 partecipa al doppiaggio del film animato Il mostro dei mari.
Nel 2023 partecipa dal vivo al trailer Let's Get to Work – Armored Core VI Fires OF Rubicon, e alle riprese del film Mortal Kombat II nel ruolo di Johnny Cage.

## Vita privata
Sul set di The Privateers si fidanza con Natalie Wihongi, la sua truccatrice, che sposa nel settembre 2004. Ha avuto due figli, il primo di nome Hunter, nato nel novembre 2000, e Indiana (Indy), chiamato così in onore del suo personaggio preferito, Indiana Jones, nato a gennaio 2005. A giugno 2014 i due hanno annunciato la loro separazione.

## Filmografia

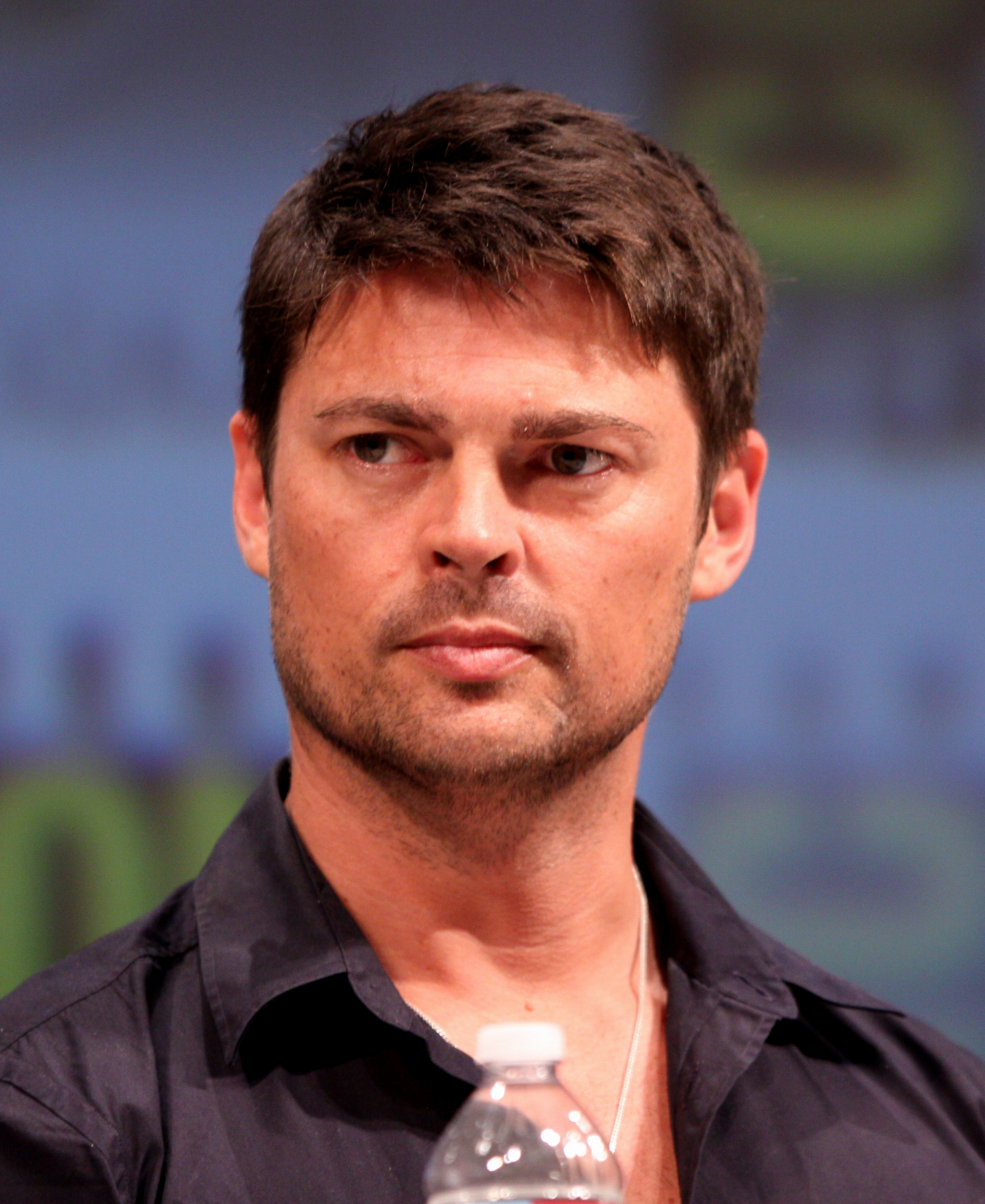
Karl Urban al San Diego Comic-Con International 2010

### Attore

#### Cinema
- Chunuk bair, regia di Dale G. Bradley (1992)
- Clown Story, regia di Irene Malone - cortometraggi (1996)
- Via satellite, regia di Anthony McCarten (1998)
- Heaven - Il dono della premonizione (Heaven), regia di Scott Reynolds (1998)
- L'inconfutabile verità sui demoni (The Irrefutable Truth About Demons), regia di Glenn Standring (2000)
- The Price of Milk, regia di Harry Sinclair (2000)
- Nave fantasma (Ghost Ship), regia di Steve Beck (2002)
- Il Signore degli Anelli - Le due torri (The Lord of the Rings: The Two Towers), regia di Peter Jackson (2002) - Éomer
- Il Signore degli Anelli - Il ritorno del re (The Lord of the Rings: The Return of the King), regia di Peter Jackson (2003) - Éomer
- The Chronicles of Riddick, regia di David Twohy (2004)
- The Bourne Supremacy, regia di Paul Greengrass (2004)
- Doom, regia di Andrzej Bartkowiak (2005)
- Out of the Blue, regia di Robert Sarkies (2006)
- Pathfinder - La leggenda del guerriero vichingo (Pathfinder), regia di Marcus Nispel (2007)
- Star Trek, regia di J. J. Abrams (2009) - Leonard McCoy
- Black Water Transit, regia di Tony Kaye (2009)
- Red, regia di Robert Schwentke (2010)
- And Soon the Darkness, regia di Marcos Efron (2010)
- Priest, regia di Scott Stewart (2011)
- Dredd - Il giudice dell'apocalisse (Dredd), regia di Pete Travis (2012) - Giudice Dredd
- Into Darkness - Star Trek (Star Trek Into Darkness), regia di J. J. Abrams (2013) - Leonard McCoy
- Riddick, regia di David Twohy (2013)
- The Loft, regia di Erik Van Looy (2014)
- Star Trek Beyond, regia di Justin Lin (2016) - Leonard McCoy
- Il drago invisibile (Pete's Dragon), regia di David Lowery (2016)
- Thor: Ragnarok, regia di Taika Waititi (2017) - Esecutore
- Vendetta finale (Acts of Vengeance), regia di Isaac Florentine (2017)
- Hangman - Il gioco dell'impiccato (Hangman), regia di Johnny Martin (2017)
- Bent - Polizia criminale (Bent), regia di Bobby Moresco (2018)
- Star Wars - L'ascesa di Skywalker (Star Wars: The Rise of Skywalker), regia di J. J. Abrams (2019) - Stoortrooper, cameo non accreditato
- Butcher: A Short Film, regia di Liz Friedlander - cortometraggio (2020) - Billy Butcher
- Mortal Kombat II, regia di Simon McQuoid (2025) - Johnny Cage

#### Televisione
- Shark in the Park – serie TV, 6 episodi (1991)
- Homeward Bound – serie TV, episodio sconosciuto (1992)
- Zanna Bianca (White Fang) – serie TV, episodio 1x03 (1993)
- Shortland Street – 70 episodi, serie TV (1993-1994)
- Le redini del cuore - Riding High (Riding High) – serie TV, episodi sconosciuti (1995-1996)
- Cover Story – serie TV, episodio 1x16 (1996)
- Hercules (Hercules: The Legendary Journeys) – serie TV, episodi 3x07-5x05 (1996-1998) - Cupido, Gaio Giulio Cesare
- Amazon High, regia di Michael Hurst – film TV (1997)
- The Privateers, regia di David E. Duncan – film TV (2000)
- Xena - Principessa guerriera (Xena: Warrior Princess) – serie TV, 12 episodi (1996-2001) - Cupido, Gaio Giulio Cesare e altri
- Comanche Moon, regia di Simon Wincer – miniserie TV, puntate 1-2-3 (2008)
- Almost Human - serie TV, 13 episodi (2013-2014)
- Short Poppies – serie TV, episodio 1x08 (2014)
- The Boys – serie TV, 32 episodi (2019-2024) - Billy Butcher
- Gen V – serie TV, episodio 1x08 (2023)

### Doppiatore

#### Cinema
- Riddic: Blondsided, regia di Bonner Bellew - cortometraggio (2013)
- A spasso con i dinosauri (Walking with Dinosaurs 3D), regia di Neil Nightingale, Barry Cook (2013)
- DC Showcase: Sgt. Rock, regia di Bruce Timm - cortometraggio (2019)
- Star Wars - L'ascesa di Skywalker (Star Wars: The Rise of Skywalker), regia di J. J. Abrams (2019)
- Il mostro dei mari (The Sea Beast), regia di Chris Williams (2022)

#### Televisione
- Ark: The Animated Series – serie animata, episodio 1x01 (2024)

#### Videogiochi
- Star Trek (2013) - Leonard McCoy
- Batman: Death in the Family, regia di Brandon Vietti (2020)
- Ark: Survival Ascended  (2023)

### Produttore
- The Boys – serie TV, 16 episodi (2022-2024)

## Doppiatori italiani
Nelle versioni in italiano dei suoi film, Karl Urban è stato doppiato da:
- Francesco Bulckaen in Hercules, Xena - Principessa guerriera, L’inconfutabile verità sui demoni, Star Trek, Into Darkness - Star Trek, Dredd - Il giudice dell'apocalisse, Riddick, Almost Human, Star Trek Beyond, Acts of Vengeance, The Boys, Gen V, Mortal Kombat II
- Riccardo Rossi ne Il Signore degli Anelli - Le due torri, Il Signore degli Anelli - Il ritorno del re, Priest, The Loft, Hangman - Il gioco dell'impiccato, Bent - Polizia criminale
- Massimiliano Manfredi in The Chronicles of Riddick, The Bourne Supremacy, Red
- Francesco Prando in Hercules, Pathfinder - La leggenda del guerriero vichingo
- Maurizio Romano in Xena - Principessa guerriera
- Alessandro Quarta in And Soon the Darkness
- Christian Iansante in Doom
- Enrico Di Troia in Nave fantasma
- Fabio Boccanera ne Il drago invisibile
- Dario Oppido in Thor: Ragnarok
- Claudio Moneta in Le redini del cuore

Da doppiatore è sostituito da:
- Roberto Draghetti in A spasso con i dinosauri
- Claudio Santamaria in Il mostro dei mari